# Sulihuligánok
A Sulihuligánok (eredeti cím: Old School) 2003-ban bemutatott amerikai filmvígjáték, melyet Todd Phillips rendezett. A főbb szerepekben Luke Wilson, Vince Vaughn és Will Ferrell látható.

## Rövid történet
Három barát magánéleti és lakásproblémák miatt kényszerűségből diákkört alapít.

## Cselekmény
|  | Alább a cselekmény részletei következnek! |

Mitch Martin ügyvéd (Luke Wilson) egyik üzleti útjáról hamarabb ér haza. Azon csak kissé lepődik meg, hogy felesége, Heidi (Juliette Lewis) pornót néz, de azt nem tudja elfogadni, hogy a fürdőszobából egy bekötött szemű nő és férfi jön be a szobába, és nemsokára még egy férfi érkezik a bejárathoz, és a csoportszex felől érdeklődik. Mitch nem akar ilyen kapcsolatban élni, ezért elköltözik.  Véletlenül találkozik Nicole-lal (Ellen Pompeo), akibe titokban szerelmes volt a középiskolában. A helyszín Frank (Mitch gyerekkori barátja) (Will Ferrell) esküvője.  Mitch részeg és lelkileg is maga alatt van, ezért véletlenül kiönti a kávéját a lány ruhájára.  Mitch talál egy házat, ami egy képzeletbeli főiskola, a  Harrison University közelében van, ahova valamikor járt.
Mitch másik jóbarátja Bernard (Vince Vaughn), aki már házas, két gyereke van, és egy elektronikus cuccokat forgalmazó bolthálózata van („Speaker City”), ahol ő maga is dolgozik. Házavatót szervez Mitch számára, ami fergetegesre sikerül, rengeteg fiatal eljön. A műsorban Snoop Dogg is fellép.  Mitch és barátai a bulival a főiskola közösségi hálózatában azonnal a csúcsra kerülnek. Frank, akinek korábbi beceneve „Tank” és kemény ivóteljesítménnyel rendelkezik, „nudista maraton”-t kiáltozva az utcára fut a főiskola irányába, azonban senki sem követi. Nemsokára a mögötte autózó felesége (aki a barátnőivel szórakozni indult) észreveszi és Franknek be kell szállnia az autóba.
A buli utáni reggelen Mitch mellett az ágyban Darcie (Elisha Cuthbert) ébred fel, aki megnyugtatja Mitchet, hogy részéről csak alkalmi szexről volt szó.
A buli után nem sokkal a három barát gyermekkori ismerőse, Pritchard (Jeremy Piven) állít be, aki jelenleg a főiskola dékánja. Kárörvendve átad nekik egy hivatalos papírt, ami szerint a házban csak a főiskolával összefüggő társadalmi, közösségi tevékenység folytatható, ezért Mitchnek ki kell költöznie.
Azonban van választási lehetőségük: vagy mindhárman kiköltöznek, vagy... megfelelnek a kritériumoknak, ami első látásra nem tűnik nehéznek. Bernard hamar összecsődít negyven, különböző életkorú férfit (van köztük középiskolás korú és 89 éves is), és diákkört alapít. Ennek tevékenysége (szabadon értelmezve) belefér a főiskolai előírásokba (még ottani tanulónak sem kell lenniük a tagoknak).
A tagfelvételi „beavatási szertartás” az ilyenkor szokásos: a leendő tagoknak megalázó és veszélyes dolgokat kell végrehajtaniuk a vezetők parancsára. A „kiképzés” során Mitchre ráragad „a keresztapa” megnevezés, bár ő minden alkalommal tiltakozik ellene. Még a munkahelyén is megkeresik a kollégái, akik szeretnének belépni a „klubba” a mindennapi stressz és unalom levezetésére, Mitch azonban nem akarja keverni a munkát a személyes dolgaival, ezért eleinte nem vesz fel senkit.
Mr. Goldberget, Mitch főnökét meglátogatja a lánya, Darcie, azonban nem hozza Mitchet kellemetlen helyzetbe (úgy tesz, mintha nem ismernék egymást), csak akkor, amikor kiderül, hogy ő még csak középiskolába jár.
Legidősebb tagjuk, „Blue” a nagy izgalomtól meghal, amikor „csúszós birkózást” rendeznek számára két félmeztelen fiatal lány ellen. A temetésén Frank felesége bejelenti, hogy el akar válni, így Franknek is Mitch házába kell költöznie.
Mitch meghívja Nicole-t és a kislányát Barnard gyerekének születésnapi bulijára. Azonban nem magában érkezik, vele jön  Mark (Craig Kilborn), akivel már két éve együtt van. Mitch a buli alatt rányit Markra a fürdőszobában, aki éppen az egyik fiatal pincérlánnyal próbál csókolózni. Frank az állatok lenyugtatására szánt nyugtató injekciót véletlenül a saját nyakába lövi (a lövedék állítólag egy orrszarvú bőrét is átviszi). Frank a lövéstől elkábul, majd beleesik a medencébe. Itt látomásában a volt feleségét látja, akivel együtt napoznak a tengerparton. Végül az állatok gondozója mesterséges lélegeztetést ad neki a száján keresztül, ezzel megmenti az életét.
Mitch később megpróbálja elmondani Nicole-nak, hogy Mark mit csinált a buliban, de végül mégsem teszi. Azonban Mark úgy meséli el neki az esetet, mintha Mitch lett volna az, aki a pincérlánnyal erőszakoskodott. A testvériség körül kialakult titkolózás és furcsaságok arra vezetik Nicole-t, hogy csalódjon Mitchben.
A fő ellenlábas azonban továbbra is a dékán, aki szigorú vizsgálatot kezdeményez, aminek az a célja, hogy több szempontból megvizsgálja a testvériség működését és ezek alapján kiderüljön: nem felel meg az előírásoknak (így el kellene hagyniuk a házat). A követelmények között van: vitakészség, felsőbb matematika, atlétika, csoportmunka, iskolai szellem. Így vagy úgy, de mindegyiken sikeresen túljutnak, azonban a dékán a tesztek értékelésébe beleszámítja az elhunyt tag teljesítményét is (nulla ponttal), így a csapat összteljesítménye nem éri el a küszöbszintet (egyébként meghaladta volna). Az iskola diákjait, akik a diákkör tagjai voltak, kicsapják.
A képet árnyalja, hogy a dékán ezt mér a vizsgálatok előtt megvesztegeti a diáktanács elnökét, Megan Huangot, hogy vonja vissza a lakhatási engedélyt, amit Mitchnek adott ki. Azzal is kecsegteti, hogy szól az érdekében a Columbia egyetemen, ahova a lány felvételizni akar.
Amikor a diákkör elleni vizsgálat befejeződik, Megan Huang számon kéri a dékánon, hogy nem sikerült a felvételije a Columbiára, ahol a dékán nevét nem is ismerik. Ő azonban kineveti a lányt, és elmondja neki, hogy ő így szokott vesztegetni.
Megan Huang azonban diktafonra vette a beszélgetést a dékánnal, amiben a vesztegetésről beszél. Franknek közelharc árán sikerül megszereznie az apró magnókazettát. Amikor a megvesztegetés napvilágra kerül, a dékánt kirúgják. A hivatali házának helyiségeit a diákkör kapja meg.
Nicole meglátogatja Mitchet, aki éppen kiköltözik a házából.
A stáblista alatt látható, amint Mark vezetés közben dohányzik, a cigarettája leesik, ennek következtében az autója keresztben leszalad egy hídról, és éppen az alatta pecázó volt dékánra esik, majd azonnal felrobban.
Az égben a volt legidősebb tag, az angyalszárnyakkal felszerelt Blue zongorázik és énekel, a dal címe: „Dust in the Wind”. Frank a főiskolai rádió stúdiójában egy lemezt játszik le, amit „a keresztapa” Mitchnek ajánl, aki megmentette az életét. Egy élelmiszer áruházban Frank találkozik Heidivel, aki meghívja házibulira.
|  | Itt a vége a cselekmény részletezésének! |

## Szereplők
| Színész             | Szerep                                              | Magyar hang       |
| ------------------- | --------------------------------------------------- | ----------------- |
| Luke Wilson         | Mitch Martin, „a keresztapa”                        | Czvetkó Sándor    |
| Will Ferrell        | Frank Ricard, „a tank”                              | Haás Vander Péter |
| Vince Vaughn        | Bernard Campbell                                    | Crespo Rodrigo    |
| Jeremy Piven        | Gordon "Cheese" Pritchard dékán                     | Fekete Ernő       |
| Ellen Pompeo        | Nicole                                              | Létay Dóra        |
| Juliette Lewis      | Heidi                                               | Hámori Eszter     |
| Leah Remini         | Lara Campbell                                       | Orosz Anna        |
| Perrey Reeves       | Marissa Jones                                       | Kiss Eszter       |
| Craig Kilborn       | Mark                                                | Lux Ádám          |
| Sara Tanaka         | Megan Huang, a diáktanács elnöke                    | Roatis Andrea     |
| Simon Helberg       | Jerry                                               |                   |
| Seann William Scott | Peppers                                             | Szatmári Attila   |
| Elisha Cuthbert     | Darcie Goldberg                                     | Ruttkay Laura     |
| Patrick Cranshaw    | Joseph „Blue” Pulaski                               | Makay Sándor      |
| Rick Gonzalez       | „a spanyol”                                         | Láng Balázs       |
| Jerod Mixon         | Virsli                                              | Minárovits Péter  |
| Robert Corddry      | Warren                                              |                   |
| Todd Phillips       | bandatag                                            |                   |
| Snoop Dogg          | önmaga                                              | Seszták Szabolcs  |
| James Carville      | önmaga                                              |                   |
| Terry O’Quinn       | Goldberg (stáblistán nem szerepel)                  | Barbinek Péter    |
| Andy Dick           | Barry, orális szex-oktató (stáblistán nem szerepel) | Rajkai Zoltán     |

## Parodizálás
- Harcosok klubja – „csúszós birkózás” Blue születésnapján
- Tűzszekerek – az atlétikai verseny alatt az a Vangelis-szám szól, mint ebben a filmben
- A Keresztapa – a Mitchcsel szemben megnyilvánuló különleges bánásmód és a becenév erre a filmre utalnak
- Acéllövedék – Frank beszédstílusa és a tagok kiképzése Hartman őrmester stílusára emlékeztet
- Diploma előtt – amikor Frank beleesik a medencébe és elmerül, The Sound of Silence („A csend hangjai”) című Simon and Garfunkel szám hallható, mint ebben a filmben is. A „Marissa a tengerparton” motívum arra emlékeztet, amikor Benjamin Mrs. Robinsonról álmodozik.

## A film készítése
A film helyszíne La Crescenta-Montrose, Kaliforniában. A főiskola a képzeletbeli Harrison Egyetem, ami a New York állambeli Rochester Institute of Technology-n alapul. Filmezési helyszín volt a Palisades High School, a Dél-kaliforniai Egyetem és a Harvard Egyetem. A film a Frat Pack előzményének tekinthető, mivel három tagja is részt vett a forgatáson.
A forgatókönyvet a Harcosok klubja paródiájaként készítették el, számos párhuzamos elem található a két filmben.

## Fogadtatás

### Kritikai visszhang
A filmkritikusok véleményét összegző Rotten Tomatoes 60%-ot adott a filmnek 166 vélemény alapján (a nézők ugyanitt 84%-ra értékelték). A hasonló működésű Metacritic, ami normalizált értékelést használ, 54/100-ra értékelte a filmet 32 vezető filmkritikus véleménye alapján.

### Bevételi adatok
A film a nyitóhétvégéjén 17 453 216 dollár bevételt ért el 2689 moziban az Egyesült Államokban. Ezzel a második helyen volt a Daredevil – A fenegyerek mögött, ami a második hetét töltötte a csúcson. A Sulihuligánok 75 585 093 dollár összbevételt szerzett az Egyesült Államokban és Kanadában, és további 11 470 256 dollárt a nemzetközi piacokon. Összbevétele így 87 055 349 dollár lett.

### Díjak, jelölések
- 2003: Artios Awards jelölt a legjobb szereposztásért
- 2003: MTV Movie Awards jelölt az MTV Movie Award a legjobb komikus színésznek  kategóriában (Will Ferrell vesztett Jack Blackkel szemben, aki a elnyerte a díjat a Rocksuliért
- 2003: MTV Movie Awards jelölt az MTV Movie Award a legjobb csapatnak kategóriában
- 2004: Taurus Award jelölt „a legjobb tüzes kaszkadőr” kategóriában

## Zenei anyag
A „Mitch-a-palooza” bulin Snoop Dogg és Kokane a "Paper'd Up" számot adják elő, a zenei minták (sampling) Eric B & Rakim számából valók, a "Paid in Full" albumról. További számok a filmben: Dust in the Wind (Kansas együttes), Hungry Like the Wolf, Farmer in the Dell, Gonna Make You Sweat, Louie Louie, Dust in the Wind, Chariots of Fire, Good Lovin' Gone Bad, Master of Puppets (Metallica), Playground in My Mind (Clint Holmes) és A csend hangjai (Simon & Garfunkel). A film egyik fő száma a Here I Go Again (Whitesnake), ez szól süketítően hangosan, amikor Frank szereli a kocsiját és a stáblista alatt is ez megy. A The Dan Band együttes Bonnie Tyler slágerét, a Total Eclipse of the Heart-ot énekli, és a Styx együttes Lady című számát.

## Lehetséges folytatás
2006-ban Scot Armstrong megírta a film folytatását, de a főszereplők, Will Ferrell és Vince Vaughn elutasították a filmben való részvételt. A Fél-profi népszerűsítése során, 2008-ban Ferrell ezt mondta: „Olvastam a forgatókönyvet. Vannak benne vicces jelenetek, de nem is tudom. Azt hiszem, Vince [Vaughn] is így gondolja. Olyan, mintha ugyanazt csinálnánk, mintha csak ismétlés lenne.”

## Fordítás
- Ez a szócikk részben vagy egészben  az   Old School (film) című angol Wikipédia-szócikk fordításán alapul.  Az eredeti cikk szerkesztőit annak laptörténete sorolja fel. Ez a jelzés csupán a megfogalmazás eredetét és a szerzői jogokat jelzi, nem szolgál a cikkben szereplő információk forrásmegjelöléseként.